# Phalloceros leptokeras
Espèce
Synonymes
Phalloceros leptokeras est une espèce de poissons du genre Phalloceros et de la famille des Poeciliidae.

## Étymologie
Phalloceros : du grec phallos = pénis et du grec keras = corne ; leptokeras : du grec leptos signifiant "détroit", Keras signifiant "corne plus affinez", faisant allusion à l'annexe gonopodial mince, leptokeras est un nom en apposition.

## Répartition géographique
Cette espèce est endémique d'Amérique du Sud: dans la parties médianes du drainage du "rio Paraíba do Sul".